# Channichthyidae

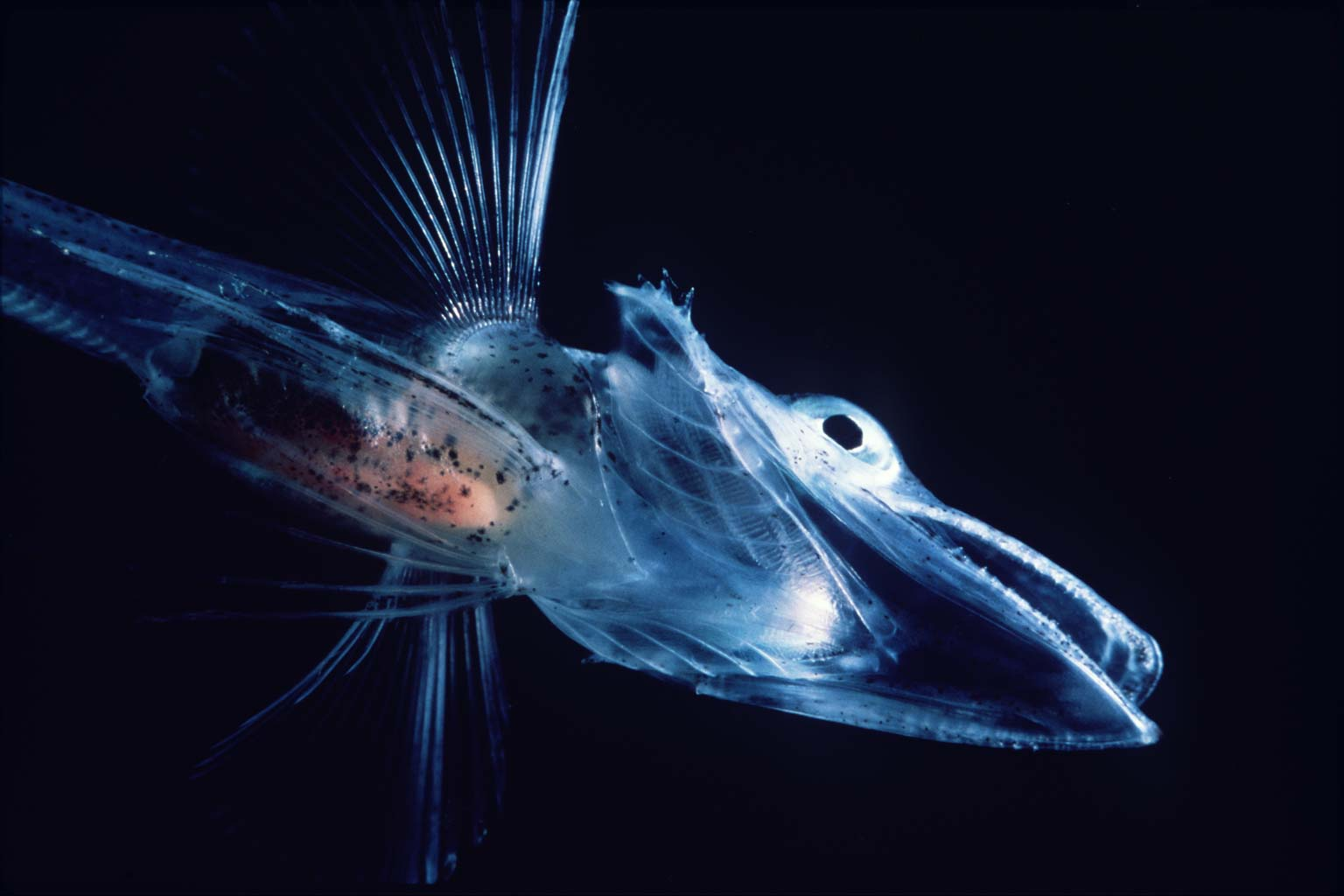
Fase larvaria

Los dracos o peces de hielo (Channichthyidae) son una familia de peces del orden perciformes. Tienen una distribución muy austral, que incluye el sur de Sudamérica y el océano Antártico. La mayoría de las especies no tienen eritrocitos en la sangre, ya que viven en aguas bien oxigenadas, lo que les confiere un aspecto transparente.

## Géneros y especies
Existen 17 especies agrupadas en 11 géneros:
- Género Chaenocephalus (Regan, 1913)
  - Chaenocephalus aceratus (Lönnberg, 1906) - Draco antártico o pez hielo austral

- Género Chaenodraco (Regan, 1914)
  - Chaenodraco wilsoni (Regan, 1914) - Draco espinudo

- Género Champsocephalus (Gill, 1862)
  - Champsocephalus esox (Günther, 1861)
  - Champsocephalus gunnari (Lönnberg, 1905) - Draco rayado o pez de hielo común

- Género Channichthys (Richardson, 1844)
  - Channichthys aelitae (Shandikov, 1995)
  - Channichthys bospori (Shandikov, 1995)
  - Channichthys irinae (Shandikov, 1995)
  - Channichthys normani (Balushkin, 1996)
  - Channichthys panticapaei (Shandikov, 1995)
  - Channichthys rhinoceratus (Richardson, 1844) - Draco rinoceronte
  - Channichthys rugosus  (Regan, 1913)
  - Channichthys velifer  (Meisner, 1974)

- Género Chionobathyscus (Andriashev y Neyelov, 1978)
  - Chionobathyscus dewitti (Andriashev y Neyelov, 1978)

- Género Chionodraco (Lönnberg, 1906)
  - Chionodraco hamatus (Lönnberg, 1905)
  - Chionodraco myersi (DeWitt y Tyler, 1960)
  - Chionodraco rastrospinosus (DeWitt y Hureau, 1979) - Draco ocelado

Cryodraco (Dollo, 1900)
- - Cryodraco antarcticus (Dollo, 1900)
  - Cryodraco atkinsoni (Regan, 1914)
  - Cryodraco pappenheimi (Regan, 1913)

- Género Dacodraco (Waite, 1916)
  - Dacodraco hunteri (Waite, 1916)

- Género Neopagetopsis (Nybelin, 1947)
  - Neopagetopsis ionah (Nybelin, 1947)

- Género Pagetopsis (Regan, 1913)
  - Pagetopsis macropterus (Boulenger, 1907)
  - Pagetopsis maculatus (Barsukov y Permitin, 1958)

- Género Pseudochaenichthys (Norman, 1937)
  - Pseudochaenichthys georgianus (Norman, 1937) - Draco cocodrilo